# Kaitou Sentai Lupinranger VS Keisatsu Sentai Patranger
Kaitou Sentai Lupinranger VS Keisatsu Sentai Patranger (快盗戦隊ルパンレンジャー VS 警察戦隊パトレンジャー (Khoái đạo Chiến đội Lupinranger VS Cảnh sát Chiến đội Patranger) Kaitō Sentai Rupanrenjā buiesu Keisatsu Sentai Patorenjā), dịch là Chiến đội Khoái đạo Lupinranger VS Chiến đội Cảnh sát Patranger, là phần phim Super Sentai thứ 42 và là phần phim đầu tiên có hai chiến đội chính thức Lupinranger và Patranger; phát sóng vào ngày 11 tháng 2 năm 2018, sau khi Kyuranger kết thúc. Bộ phim được chiếu song song với Kamen Rider Build và Kamen Rider Zi-O, đây là phần phim thứ 4 nói về đề tài hình sự (sau Timeranger, Dekaranger và Go-Busters). Daewon Media (Hàn Quốc) lồng tiếng Hàn cho phim này với tên gọi Power Rangers Lupin Force vs Patrol Force.
Tại Việt Nam, bộ phim được BH Media thuyết minh dưới tên Siêu nhân Chiến đội Siêu trộm VS Chiến đội Cảnh sát.

## Cốt truyện
"Lupin Collection", một bộ sưu tập chứa những vật có sức mạnh nguy hiểm được sở hữu bởi siêu trộm Arsène Lupin, đã bị đánh cắp bởi một tổ chức tội phạm ở vùng không gian khác được biết với tên gọi là "Gangler". Tuy nhiên, chúng đã bị hai đội Sentai chống lại: Lupinranger, những siêu trộm giấu mặt, lấy lại Lupin Collection để thỏa mãn điều ước tìm về những người thân đã mất; Patranger, những cảnh sát quốc tế có nhiệm vụ tiêu diệt Gangler, bắt giữ Lupinranger, thu hồi Lupin Collection để bảo vệ an toàn cho người dân. Bí mật ẩn giấu đằng sau các Lupin Collection là gì? Những Lupinranger là ai? Liệu sau trận chiến này, Lupin Collection sẽ thuộc về phe nào, siêu trộm, cảnh sát hay Gangler?

## Nhân vật

### Lupinranger
Các Lupinranger là những người đã mất đi người thân trong một vụ mất tích quy mô lớn mà thủ phạm là Zamigo Delma - một Gangler gây ra. Họ được Kogure, quản gia của nhà Lupin trao cho các Dial Fighter (ダイヤルファイター, Daiyaru Faitā) và VS Changer (VSチェンジャー, Bui Esu Chenjā) để trở thành những Lupinranger. Kogure nói rằng, nếu như tập hợp đủ bộ Collection, họ sẽ được ban một điều ước. Để che giấu thân phận siêu trộm, nhóm làm việc tại quán ăn Pháp Bistrot Jurer (ビストロ・ジュレ, Bisutoro Jure) và đây cũng là căn nhà tạm thời của họ. Lupinranger gồm ba thành viên:
Yano Kairi (夜野 魁利 (Dạ Dã Khôi Lợi)) - Lupin Red (ルパンレッド Rupan Reddo)
Một cậu học sinh trung học 19 tuổi, sử dụng VS Changer và Red Dial Fighter (レッドダイヤルファイター, Reddo Daiyaru Faitā) để biến thành Lupin Red (ルパンレッド, Rupan Reddo). Kairi khá lười biếng và hay trốn việc, bề ngoài thường tỏ ra bất cần đời. Tuy nhiên, hoàn cảnh của Kairi lại rất đáng thương: mất cha mẹ từ nhỏ, được anh trai Yano Shori (夜野 勝利, Yano Shōri) nuôi dưỡng, một người đã mất tích trong vụ mất tích hàng loạt một năm về trước. Trong phim, Kairi được xây dựng để trở thành đối trọng với Keichiro - Patren Ichigo và Zamigo. Cậu cũng rất ghen tị với Keiichiro vì Keiichiro vẫn còn có cha mẹ.
Yoimachi Tōma (宵町 透真 (Tiêu Đinh Thấu Chân)) - Lupin Blue (ルパンブルー Rupan Burū)
Một chàng trai 24 tuổi, sử dụng VS Changer và Blue Dial Fighter (ブルーダイヤルファイター, Burū Daiyaru Faitā) để biến thành Lupin Blue (ルパンブルー, Rupan Burū). Giống như hai thành viên còn lại, Tooma cũng mất đi vị hôn thê của mình, Ohira Aya (大平 彩) trong vụ mất tích hàng loạt một năm trước. Anh từng làm việc cho nhà hàng Pháp nổi tiếng Ciel Bleu (シエル・ブル, Shieru Buru) trong thành phố, sau này khi trở thành Lupin Blue thì đến Bistrot Jurer làm việc. Tooma là người điềm tĩnh, giỏi kiềm chế.
Hayami Umika (早見 初美花 (Tảo Kiến Sơ Mỹ Hoa)) - Lupin Yellow (ルパンイエロー Rupan Ierō)
Một nữ sinh trung học 18 tuổi, sử dụng Yellow Dial Fighter (イエローダイヤルファイター, Ierō Daiyaru Faitā) để biến thành Lupin Yellow (ルパンイエロー, Rupan Ierō). Umika đã mất đi người bạn thân thiết nhất Ichinose Shiho (一ノ瀬 詩穂) vào ngày định mệnh ấy. Từ đó cô bỏ học tại trường nữ sinh Kohakugaoka (琥珀ヶ丘女子高校, Kohakugaoka Joshi Kōkō) và trở thành một Lupinranger. Umika khá thân thiện với nhóm Patranger

### Patranger
Patranger là một đội cảnh sát trực thuộc Cơ cấu Cảnh sát Quốc tế Đặc Biệt (国際特別警察機構 Kokusai Tokubetsu Keisatsu Kikō, tiếng Anh: Global Special Police Organization, viết tắt: GSPO), có trụ sở chính tại Pháp. Tòa nhà GSPO Nhật Bản khá gần với quán Bistrot Jurer, vì vậy các Patranger thường hay đến dùng bữa ở đây và đôi khi nhóm Lupinranger cũng lấy được một vài thông tin hữu ích từ họ. Patranger có nhiệm vụ tiêu diệt Gangler, vạch trần chân tướng Lupinranger và thu hồi Lupin Collection, bảo vệ người dân. Patranger gồm ba thành viên:
Asaka Keiichirou (朝加 圭一郎 (Triều Gia Khuê Nhất Lang)) - Patren Ichi-gou (パトレン1号 Patoren Ichi-gō)
Đội trưởng Patranger, sử dụng VS Changer và Trigger Machine 1gou (トリガーマシン1号, Torigā Mashin Ichigō) để biến thành Patren Ichigou. Keiichiro là một người vô cùng nóng tính, luôn luôn đặt nhiệm vụ của mình lên hàng đầu. Anh là bạn học cùng khóa với Tsukasa, sau này cả hai người đều được phân về đội cảnh sát quốc tế. Là một con người lớn lên trong một gia đình hạnh phúc, anh không hề biết đến cảm giác đau khổ cho đến khi gặp Kairi. Anh luôn cố gắng gần gũi với Kairi mà không biết rằng cậu là Lupinred, đối thủ không đội trời chung với anh. Keiichirou khiến cho Kairi nhớ về người anh trai đã bị hại trong những vụ mất tích hàng loạt, nên Kairi thường tỏ ra né tránh anh.
Hikawa Sakuya (陽川 咲也 (Dương Xuyên Tiếu Dã)) - Patren Ni-gou (パトレン2号 Patoren Ni-gō)
Thành viên thứ hai của Patranger, sử dụng VS Changer và Trigger Machine 2gou (トリガーマシン2号, Torigā Mashin Nigō) để biến thành Patren Nigou (パトレン2号, Patoren Nigō). Sakuya là hậu bối của Keiichiro và Tsukasa, thành viên gia nhập nhóm muộn nhất thay cho Shinomone Satoru, bạn cùng khóa của hai thành viên còn lại, có tài bắn súng rất tốt. Sakuya có cái nhìn khá tích cực về nhóm Lupinranger. Khi mới đến quán Jurer lần đầu, cậu đã lập tức phải lòng Umika và luôn luôn nhắn tin rủ Umika đi chơi. Sakuya cũng cực lực phủ nhận về việc ba người của Jurer là Lupinranger cho đến khi họ tự tiết lộ chân tướng trong tập 48. Từ Noël, Sakuya biết được vì sao Umika trở thành Lupinranger và luôn cố gắng thay thế vị trí của bạn thân Umika trong lòng cô, dù anh biết rằng anh không thể làm được.
Myoujin Tsukasa (明神 つかさ (Minh Thần Tư Sa)) - Patren San-gou (パトレン3号 Patoren San-gō)
Thành viên nữ duy nhất của Patranger, sử dụng VS Changer và Trigger Machine 3gou (トリガーマシン3号, Torigā Mashin Sangō) để biến thành Patren Sangou (パトレン3号, Patoren Sangō). Tsukasa là người bình tĩnh nhất nhóm và luôn tìm được cách khiến Keiichiro bớt nóng. Tsukasa có một bí mật ít người biết, đó là cô rất thích gấu bông. Khi ở một mình, cô thường ôm chúng để giải tỏa tâm tình, cũng vì sở thích này mà cô đã từng tìm được nơi một Gangler giam giữ người dân. Tsukasa cũng rất thích trẻ con, nhất là trong chúng dễ thương, điều này được thể hiện trong tập 33.

### Takao Noël
Takao Noël (高尾 ノエル (Cao Vĩ Noel) Takao Noeru) - Lupin X (ルパンエックス Rupan Ekkusu) / Patren X (パトレンエックス Patoren Ekkusu)
Một chàng trai 27 tuổi vừa là siêu trộm, vừa là một cảnh sát quốc tế đến từ trụ sở chính của GSPO tại Pháp, sử dụng X Changer (X cùng với X Train Silver (エックストレインシルバー,  Ekkusu Torein Shirubā) để biến thành Lupin X hoặc cùng với X Train Gold レインゴールド, Ekkusu Torein Gōrudo) để biến thành Patren X . Noël vốn dĩ không phải là một con người mà là một cư dân của vùng không gian nơi Gangler sinh sống, sau này được Arsène Lupin nhận nuôi và trở thành một kỹ sư chuyên tu sửa Lupin Collection. Được Arsène Lupin nhận nuôi nên anh rất biết ơn ông và coi ông như cha. Khi biết được Arsène bị Gangler giết chết và cướp đi Lupin Collection, anh rất đau khổ và luôn muốn lấy lại Collection để hồi sinh ông. Anh đến Nhật Bản trợ giúp cho cả Lupinranger và Patranger trong công cuộc tiêu diệt Gangler và lấy lại Lupin Collection, nhưng việc anh có quan hệ với Lupinranger khiến Patranger luôn đề phòng anh một phần.

### Các nhân vật khác
Kogure (コグレ)
Quản gia của Arsene Lupin, trợ giúp các Lupinranger trong công cuộc tìm về Lupin Collection. Giống như Noël, ông cũng là một cư dân đến từ vùng không gian khác. Ông và Noël có cùng chung chí nguyện là đưa chủ nhân của mình, Arsène Lupin quay về. Sau này, khi Patranger đánh bại Dogranio, ông cùng Noël đã bồi dưỡng những người thân của nhóm Lupinranger để cứu họ ra khỏi két vàng của Dogranio.
Good Striker (グッドストライカー Guddo Sutoraikā)
Một Collection có trí thông minh như con người, có biệt danh Goodie (グッティ, Gutti) do Umika đặt. Mỗi khi xuất hiện để hỗ trợ chiến đấu, nó sẽ chọn một trong hai chiến đội để giúp đỡ và là bộ phận không thể thiếu trong gattai của cả hai nhóm. Good Striker khá sợ hãi Kogure và thân thiết với Noël.
Samuel Hilltop (サミュエル・ヒルトップ Samyueru Hirutoppu)
Người đứng đầu GSPO chi nhánh Nhật Bản và là cấp trên trực tiếp của Patranger trừ Noël.
Jim Carter (ジム・カーター Jimu Kātā)
Robot hỗ trợ cho Patranger, có nhiệm vụ tìm kiếm, định vị Gangler trong thành phố.

### Gangler
Tổ chức tội phạm ở vùng không gian khác Gangler (異世界犯罪者集団ギャングラー, Isekai Hanzaisha Shūdan Gyangurā) là một tổ chức tội phạm được thành lập vào 500 năm về trước, có trụ sở chính ở vùng không gian mang tên Back World (裏の世界, Ura no Sekai), đồng thời là nhà của Arsène Lupin. Vào thời hiện tại, tên trùm Dogranio Yarbun đã quyết định sẽ nghỉ ngơi nên đã công bố với toàn thể tổ chức, nếu ai có thể thống trị Trái Đất sẽ trở thành ông trùm kế nhiệm Gangler.
Dogranio Yarbun (ドグラニオ・ヤーブン Doguranio Yābun)
Người sáng lập kiêm ông trùm tổ chức Gangler. Dù đã 999 tuổi nhưng ông ta vẫn rất khỏe mạnh và minh mẫn. Sau khi Destra chết, hắn tự mình chiến đấu với Lupinranger và Patranger. Hắn đã khiến cả hai nhóm, nhất là Patranger phải chật vật mới có thể đánh bại (nhờ có Lupinranger, lúc này đang ở trong két của hắn đem toàn bộ số Lupin Collection mà ông ta đang sở hữu trả về kho nhà Arsenal Lupin) và đem về giam giữ tại trụ sở GSPO. Patranger không kết liễu hắn ngay vì lúc đó nhóm Lupinranger vẫn còn đang ở trong két, phải đến 1 năm sau nhóm mới thoát được ra ngoài nhờ sự trợ giúp đến từ chính những người thân yêu của mình và Jackpot Striker.
Destra Maggio (デストラ・マッジョ Desutora Majjo)
Cận vệ của Dogranio, hết mực trung thành với ông ta và không hề ưa Goche.
Goche Le Mede (ゴーシュ・ル・メドゥ Gōshu Ru Medu)
Một nhà khoa học của Gangler, có sở thích bắt con người và cả Gangler làm vật thí nghiệm. Dù trung thành với Dogranio nhưng do luôn làm theo ý mình, như lời Destra từng nói: "Boss nuông chiều cô ta quá rồi"  thế nên trong tập 48, Dogranio đã tịch thu hết toàn bộ Collection mà cô ta đang giữ, bắt cô ta phải đối đầu với cả Lupinranger lẫn Patranger mà không có Collection trợ giúp, vì điều này nên Goche đã bị hai nhóm hợp sức đánh bại. Trước khi chết, cô ta đem chính chiếc két vàng của mình đặt lên người vật thí nghiệm cuối cùng của cô ta để có thể tiêu diệt cả hai nhóm, nhưng cuối cùng vật thí nghiệm này cũng bị hai nhóm tiêu diệt.
Zamigo Delma (ザミーゴ・デルマ Zamīgo Deruma)
Một thành viên của tổ chức Gangler, đồng thời là thủ phạm gây ra vụ mất tích quy mô lớn một năm trước. Chính nhóm Lupinranger đã có người thân yêu nhất mất tích trong lần đó, nên khi biết được Zamigo là thủ phạm, nhóm đã coi hắn là kẻ thù không đội trời chung, nhất là Kairi. Zamigo cũng rất có hứng thú với Kairi và coi cậu là kỳ phùng địch thủ. Cuối cùng, để có thể đánh nhau một trận đã đời với Lupinranger, hắn đã để cho Dogranio nhốt hắn và nhóm vào trong két vàng của ông ta. Kết cục, nhóm đã tự tay tiêu diệt được Zamigo, những người mất tích cũng trở lại.
- Ruretta Gerou (ルレッタ・ゲロウ Ruretta Gerō)
- Garatt Nargo (ガラット・ナーゴ Garatto Nāgo)
- Namero Bacho (ナメーロ・バッチョ Namēro Batcho)
- Rabroom Jaws (ラブルム・ジョウズ Raburumu Jōzu)
- Bundorute Peggy (ブンドルト・ペギー Bundoruto Pegī)
- Merg Arita (メルグ・アリータ Merugu Arīta)
- Brez Arenishka (ブレッツ・アレニシカ Burettsu Arenishika)
- Pitch Cock (ピッチ・コック Pitchi Kokku)
- Jenko Copamino (ジェンコ・コパミーノ Jenko Kopamīno)
- Naiyo Kapaja (ナイーヨ・カパジャー Naīyo Kapajā)
- Odordo Maximoff (オドード・マキシモフ Odōdo Makishimofu)
- Anidara Maximoff (アニダラ・マキシモフ Anidara Makishimofu)
- Togeno Aves (トゲーノ・エイブス Togēno Eibusu)
- Manta Bayarsh (マンタ・バヤーシ Manta Bayāshi)
- Nero Kilmer (ネロー・キルマー Nerō Kirumā)
- Sudaru Urukyu (スダル・ウルキュー Sudaru Urukyū)
- Zarudan Hou (ザルダン・ホウ Zarudan Hō)
- Gabatt Kababacci (ガバット・カババッチ Gabatto Kababacchi)
- Demeran Yatmis (デメラン・ヤトミス Demeran Yatomisu)
- Raimon Gang (ライモン軍団 Raimon Gundan)  +Raimon Gaorufang (ライモン・ガオルファング Raimon Gaorufangu)  + Ushibaroque the Brawl (ウシバロック・ザ・ブロウUshibarokku za Burō)  + Giwi Newzie (ギーウィー・ニューズィー Gīwī Nyūzuī)
- Gristo Lloyd  (グリスト・ロイド Gurisuto Roido)
- Pyodor (ピョードル Pyōdoru)
- Ryugu Tamatebacco  (リューグ・タマテバッコ Ryūgu Tamatebakko)
- Kunks Butylmercaptan (カンクス・ブチルメルカプタン Kankusu Buchirumerukaputan)
- Yoshi Uraza (ヨシー・ウラザー Yoshī Urazā)
- Envy Chiruda (エンビィ・チルダ Enbyi Chiruda)
- Kerbero Gangan (ケルベーロ・ガンガン Kerubēro Gangan)
- Doryun Sanb (ドリューン・サンブ Doryūn Sanbu
- Pecker Zeppelin (ペッカー・ツエッペリン Pekkā Tsuepperin)
- Yadogar Gohom (ヤドガー・ゴーホム Yadogā Gōhomu)
- Janake Saucer (ジャネーク・ソーサー Janēku Sōsā)
- Iselob Starfryed (イセロブ・スターフライド Iserobu Sutāfuraido)
- Dugorn Manatti (ジュゴーン・マナッティ Jugōn Manatti)
- Tokagale Nakushark (トカゲイル・ナクシャーク Tokageiru Nakushāku)
- Narizma Shibonz (ナリズマ・シボンズ Narizuma Shibonzu)
- Samon Shakekistantine (サモーン・シャケキスタンチン Samōn Shakekisutanchin)

## Tập phim
1. Khoái Đạo gây rối thế gian (世間を騒がす快盗さ Seken o sawagasu Kaitō sa?)
2. Cảnh Sát quốc tế, truy đuổi (国際警察、追跡せよ Kokusai Keisatsu, tsuiseki-seyo?)
3. Nhất định sẽ lấy lại (絶対に取り戻す Zettai ni tori-modosu?)
4. Mối quan hệ không thể tha thứ (許されない関係 Yurusarenai kankei?)
5. Cảnh Sát quốc tế đã được nhắm tới (狙われた国際警察 Nerawareta Kokusai Keisatsu?)
6. Luôn được giải cứu (いつも助けられて Itsumo tasukerarete?)Danh tính của Khoái Đạo (快盗の正体 Kaitō no shōtai?)
7. Để được gặp nhau lần nữa (もう一度会うために Mō ichido au tameni?)
8. Vẫn chưa kết thúc (まだ終わってない Mada owattenai?)
9. Tiếp tục quay phim dù có tới đâu (撮影は続くよどこまでも Satsuei wa tsuzuku yo dokomade mo?)
10. Vòng đeo tay ma thuật (魔法の腕輪 Mahō no udewa?)
11. Ngày nghỉ tuyệt vời nhất và tồi tệ nhất (最高で最低な休日 Saikō de saitei na kyūjitsu?)
12. Cạm bẫy đầy trắc trở (はりめぐらされた罠 Harimegurasareta wana?)
13. Công việc của sĩ quan Cảnh Sát (警察官の仕事 Keisatsu-kan no shigoto?)
14. Vì ta là bạn (仲間だからこそ Nakama da kara koso?)
15. Tương tư giấu kín (秘めた想い Himeta omoi?)
16. Bí mật của Collection (コレクションの秘密 Korekushon no himitsu?)
17. Sự trả giá của việc vi phạm mệnh lệnh (命令違反の代償 Meirei ihan no daishō?)
18. Tân Khoái Đạo là sĩ quan Cảnh Sát (新たな快盗は警察官 Arata na Kaitō wa Keisatsu-kan?)
19. Địch hay đồng minh, lên hay không lên (敵か味方か、乗るか乗らないか Teki ka mikata ka, noru ka noranai ka?)
20. Trong đời người tình yêu là thứ đi kèm (人生に恋はつきもの Jinsei ni koi wa tsukimono?)
21. Status・Gold (ステイタス・ゴールド Suteitasu・Gōrudo?)
22. Lời hứa khi còn sống trở về (生きて帰る約束 Ikite kaeru yakusoku?)
23. Hãy làm nó trở nên mạnh nhất (最高に強くしてや Saikō ni tsuyoku shite yaru?)
24. Đằng sau buổi bán đấu giá (裏のオークション Ura no Ōkushon?)
25. Bước nhảy tuân theo (言いなりダンシング Iinari Danshingu?)
26. Sinh nhật thì cũng phải chiến đấu (誕生日も戦いで Tanjōbi mo tatakai de?)
27. Những bức ảnh là những kí ức (写真は記憶 Shashin wa kioku?)
28. Hai người đang trong chuyến du lịch (ふたりは旅行中 Futari wa ryokō-jū?)
29. Gangler đi tự thú (自首してきたギャングラー Jishu-shite kita Gyangurā?)
30. Đề nghị cho cuộc quyết đấu (決闘を申し込む Kettō o mōshi-komu?)
31. Chúng tôi là nhóm Khoái đạo thiếu niên (僕らは少年快盗団 Bokura wa shōnen Kaitō dan?)
32. Khẩu súng huyền thoại (伝説の銃 Densetsu no jū?)
33. Người tốt, tên xấu, kẻ bình thường (良い人、悪い人、普通の人 Yoi hito, warui hito, futsū no hito?)
34. Bắn đạn pháo đi (爆弾を撃て Bakudan o ute?)
35. Nơi mà bạn trở về (君が帰る場所 Kimi ga kaeru basho?)
36. Collection từ vũ trụ (宇宙からのコレクション Uchū kara no Korekushon?)
37. Đặt cược vào đó (こいつに賭ける Koitsu ni kakeru?)
38. Không ngừng lo lắng (心配が止まらない Shinpai ga tomaranai?)
39. Cánh cửa đến thế giới khác (異世界への扉 I-sekai e no tobira?)
40. Thời điểm của cuộc quyết chiến (決戦の時 Kessen no toki?)
41. Người đàn ông ấy đã trở về (帰ってきた男 Kaette kita otoko?)
42. Sự thật đã được nhìn ra (見つけた真実 Mitsuketa shinjitsu?)
43. Giáng sinh được mong chờ (クリスマスを楽しみに Kurisumasu o tanoshimini?)
44. Trò chơi không lối thoát (抜け出せないゲーム Nukedasenai Gēmu?)
45. Bây giờ tôi có thể làm gì (今の僕にできること Ima no boku ni dekiru koto?)
46. Khuôn mặt thật đằng sau chiếc mặt nạ (仮面の下の素顔 Kamen no shita no sugao?)
47. Như là Khoái Đạo, như là Cảnh sát (快盗として、警察として Kaitō toshite, Keisatsu toshite?)
48. Vĩnh biệt Adieu (永遠にアデュー Eien ni Adyū?)
49. FINAL: Nhất định, sẽ được gặp lại (きっと、また逢える Kitto, mata aeru?)

## Tập đặc biệt
- Kaitou Sentai Lupinranger vs. Keisatsu Sentai Patranger en film
- Keisatsu Sentai Patranger ngoại truyện:

1. Lupinranger - Hợp thể cực kỳ quái!
2. Patranger feat. Lupinranger - Patren Nam

- Lupinranger vs Patranger VS. Kyuranger
- Lupinranger vs Patranger VS. Ryusoulger

## Lupin Collection
1. VS Changer
2. Red Dial Fighter
3. Blue Dial Fighter
4. Yellow Dial Fighter
5. Trigger Machine 3 gou
6. Trigger Machine 2gou
7. Trigger Machine 1gou
8. GoodStriker
9. Comme un cube qui roule
10. Allume-moi
11. Gros caliber
12. Qui a fait qui
13. Je vais t'habiller
14. Cyclone Dial Fighter
15. Trigger Machine Biker
16. Jack bondissant tel l’éclair
17. Tout ton amour
18. Guéris le monde
19. Scissor Dial Fighter & Blade Dial Fighter
20. L’Orage électrique
21. Fais rouler Beethoven
22. La vie sur la voie rapide
23. Le rock du bagne
24. Le petit monde
25. Trigger Machine Crane & Trigger Machine Drill
26. Au loin
27. Belles balles de feu
28. Long, long et long
29. Le coup de chance
30. Filer comme le vent
31. X Changer
32. X Train Silver
33. X Train Gold
34. X Train Fire
35. X Train Thunder
36. La machine d’endorphin
37. La fumée t’embrouille les yeux
38. Je me change en pierre
39. La pluie violette

## Phân vai
- Yano Kairi (夜野 魁利): Itou Asahi (伊藤 あさひ)
- Yoimachi Tooma (宵町 透真): Hama Shougo (濱 正悟)
- Hayami Umika (早見 初美花): Kudō Haruka (工藤 遥)
- Asaka Keiichirou (朝加 圭一郎): Yuuki Kousei (結木 滉星)
- Hikawa Sakuya (陽川 咲也): Yokoyama Ryou (横山 涼)
- Myoujin Tsukasa (明神 つかさ): Okuyama Kazusa (奥山 かずさ)
- Noël Takao (高尾ノエル ): Motoki Seiya (元木 聖也)
- Quản lý Hilltop (ヒルトップ管理官 Hirutoppu Kanrikan): Ike Nwala (アイクぬわら Aiku Nuwara)
- Kogure (コグレ): Nukumizu Yoichi (温水 洋一)
- Jim Carter (ジム・カーター Jimu Kātā, lồng tiếng): Kugimiya Rie (釘宮 理恵)
- Good Striker (グッドストライカー Guddo Sutoraikā, lồng tiếng): Mitsuya Yuuji (三ツ矢 雄二)
- Dogranio Yabun (ドグラニオ・ヤーブン Doguranio Yābun, lồng tiếng): Miyamoto Mitsuru (宮本 充)
- Destra Maggio (デストラ・マッジョ Desutora Majjo, lồng tiếng): Ueda Yuuji (うえだ ゆうじ)
- Gauche Re Mede (ゴーシュ・ル・メドゥ Gōshu Ru Medu, lồng tiếng): Taketatsu Ayana (竹達 彩奈)
- VS Changer (VSチェンジャー Bui Esu Chenjā, lồng tiếng): Mimura Rondo (三村 ロンド)
- Dẫn truyện (ナレーション Narēshon, lồng tiếng): Yasumoto Hiroki (安元 洋貴)

## Nhạc phim

### Nhạc mở đầu
- "Lupinranger VS Patranger" (ルパンレンジャーVSパトレンジャー Rupanrenjā Bui Esu Patorenjā?)[1][2]
  - Lời: Shoko Fujibayashi (藤林 聖子 Fujibayashi Shōko?)
  - Tác giả: Hiroshi Takaki (高木 洋 Takaki Hiroshi?)
  - Hòa âm: Hiroshi Takaki (Project.R)
  - Nghệ sỹ: Project.R (Tatsuhiko Yoshida (吉田 達彦 Yoshida Tatsuhiko?), Hitomi Yoshida (吉田 仁美 Yoshida Hitomi?))